# お助け同心が行く!
『お助け同心が行く!』（おたすけどうしんがいく）は、1993年4月9日から6月25日まで、テレビ東京系列で毎週金曜21時に全12話が放送された小林稔侍主演の連続テレビ時代劇。

## 内容
普段はうだつの上がらない下級同心である尾形左門次（小林稔侍）が、裏の顔は「お助け同心」として闇に隠れた悪を斬り捨て、弱き庶民を助ける物語。
お助け同心は、北町奉行所の高積見廻り役である左門次が個人的に行っている活動である。そのことを知っているのは協力者であり、一緒に悪を斬り捨てる定町廻り同心の辺見勇助（田中健）のみである。

### 特記事項
- 小林稔侍の時代劇初主演作品である。
- 前年にGカンパニーが製作した『大江戸捜査網』に登場した秋草新十郎の役職である、高積見廻り役同心を前面に押し出した作品である。
- 左門次の母・八重が左門次にしばしば見合い話を持ってくる場面を主人公の日常シーンの定番としている。
- 毎回、劇中で江戸の季節料理が紹介される。
- 以下は最後の立ち回りの際に行われる演出である。
  - 左門次と勇助がその回の悪人の屋敷前に到着すると黒の家紋入りの羽織を放り投げるように脱ぎ捨て、脱いだ羽織の上に十手を置く。
  - 屋敷に入った2人はまず左門次が登場し、悪人に対して罪状を読み上げると悪人は左門次に対して「高積見廻り役」発言をするが、それに対し左門次は「どーっこい！今の俺は高積見廻り役じゃねぇ!!お助け同心・尾形左門次だ・・・」と返す。その発言で悪人は怒りの状態で部下を呼び寄せると立ち回りが始まる。
  - 途中で勇助も割り込んで部下を斬り続け、最後に左門次は残った悪人を斬ると白い紙で血染めの太刀を拭き、それを空に向けて放り投げるが、その紙のうち一枚は「お助け同心参上」と書かれた血染めの紙が悪人の上に落ちる。

## キャスト
- 尾形左門次（北町奉行所・高積見廻り同心） … 小林稔侍
- 辺見勇助（定町廻り同心） … 田中健
- 瓦版屋・おつな … 相川恵里
- 尾形八重（左門次の母） … 中村玉緒
- 呂久平（いきつけの料亭の店主） … 柳家さん吉
- おみつ（呂久平の娘） … 風見野枝
- 安吉 … 松本光弘

## 放映リスト
| 話数 | サブタイトル      | 放送日        | 脚本       | 監督       | ゲスト出演者 |
| ---- | ----------------- | ------------- | ---------- | ---------- | --- |
| 1    | その処刑待った!   | 1993年 4月9日 | 胡桃哲     | 江崎実生   | 八木小織、大森嘉之、御木裕、穂積隆信、石山律雄、仙波和之、マキノ佐代子、浅見小四郎、船見啓子、長谷有洋、おやま克博、田村元治、山口純平、ドン貫太郎、山中康司、明石良、酒井麻吏、本田清澄、松本真由美、鈴木深加、劇団東俳、星野晃、米沢浩、柴原孝典、池田竜二、宮田博一、秋永政之、徳留英人、武智健二 |
| 2    | 毒薬と小町娘      | 4月16日       | いずみ玲   | 江崎実生   | 伊藤美紀、柴山智加、武藤章生、草薙幸二郎、小川美那子、志賀圭二郎、阿川藤太、辻靖美、太田優子、曽雌達人、椎名茂、岳慎二、砂田薫、荒川智也、前原至大、細山田隆人、赤池高行、橋本一輝、小阪智子、大内理恵、箱田弘枝、辻有香                                                                             |
| 3    | 黒天狗現る!       | 4月23日       | 中野顕彰   | 大久保直実 | 左右田一平、椎谷建治、松下一矢、灰地順、伊藤真実、中田譲治、長棟嘉道、森喜行、戸村美智子、池上公司、長谷川浩二、島田淳、松江隆、谷口勉、伊沢潤、長澤亨、田口寛子 |
| 4    | 拘引 -かどわかし- | 4月30日       | 大平洋     | 大久保直実 | 新井つねひろ、山田吾一、生田智子、佐原健二、大林丈史、田口トモロヲ、甲斐政彦、野口寛、有名恵子、小田島隆、宮田博一、加藤治、緑八千代、上原秀雄、河原田安啓、宮脇順、鳴海香理、荒浪大学、坂木朋子、星野仁美、千葉りほ子、本田公美、鈴木深加、子追三喜子、斉藤慧                                       |
| 5    | 眠れる美女        | 5月7日        | 山崎厳     | 江崎実生   | 新井康弘、遠藤真理子、黒部進、番場亮介、江藤漢、松本朝生、吉中六、三沼慶、永谷悟一、相馬剛三、三原真、中村元則、加世幸市、赤池高行、松岡陵士、西本誉、川崎良治、佐藤県、細川充 |
| 6    | 偽証（うそ）      | 5月14日       | 大工原正泰 | 江崎実生   | 柴田侊彦、柏木由紀子、内田稔、原口剛、清水宏、彩木優花、舟倉由佑子、大泉翼、山口純平、森下明、伊藤正博、佐久間直幸、明石健太郎、余田翔、岸本海人、高村祐毅、寺尾隆、岳慎二、米沢浩、子追三喜子、千葉りほ子                                                                                           |
| 7    | 名刀、辻斬り      | 5月21日       | 胡桃哲     | 岡康季     | 奥田佳子、江角英明、北村総一朗、長谷川明男、井上博一、中村孝雄、広田恵子、長谷川弘、西田静志郎、小林功、早川研吉、石田圭三、ト字たかお、おやま克博 |
| 8    | 二度目の金蔵破り  | 5月28日       | 中野顕彰   | 岡康季     | 南条弘二、菅貫太郎、浜田朱里、伊藤高、丹古母鬼馬二、伊藤洋三郎、藤崎仁美、山崎広久、水森コウ太、堀川和栄、ピース帆足、新井量大、金巻陽子、石黒正男、葛城彰治、倉片陽介、渡辺かおる、米沢浩、宮田博一、赤池高行、具志堅安史                                                                           |
| 9    | 幼なじみ          | 6月4日        | いずみ玲   | 白井政一   | 長岡尚彦、田口計、三角八朗、幸田宗丸、本間由紀子、辰馬伸、加藤茂雄、幸田奈穂子、赤池高行、熊谷崇、真野誌希美、丸山秀也、松本啓子、宮内ゆうこ、小林英章、織田夏芽、遠藤靖子、本山知弥子、種ヶ島香、あまのゆうこ、劇団東俳、本多公美、千葉りほ子、子追三喜子                                           |
| 10   | 汚れた友情        | 6月11日       | 畑嶺明     | 澤村正喜   | 平泉成、信実一徳、深江章喜、宮口二郎、栗原敏、高崎隆二、柘植美里、山中康司、須永慶、柳沢淳子、西村譲、本田清澄、小田島隆、掛田誠、星野晃、篠田高信、宮田博一、田端和志、米沢浩、池谷みな子、宇野正洋、佐藤秀行、劇団東俳                                                                             |
| 11   | 嘘つき男の涙      | 6月18日       | いずみ玲   | 崎田憲一   | 中西良太、横光克彦、宮田早苗、関根大学、田畑紗穂里、相沢美樹、卜字たかお、久木念、津村和幸、熊谷崇、一谷伸江 |
| 12   | 消えた花嫁        | 6月25日       | 胡桃哲     | 大久保直実 | 越智静香、渋谷哲平、長谷川哲夫、川合伸旺、鶴岡修、浅見小四郎、上原由恵、田村元治、大念寺誠、森喜行、佐藤孝輔、加藤治、村田祐一、菊地さおり、松村邦洋、米澤浩、宮田博一、池田龍二、倉片陽介、長澤亨、中村功二、中村成一、劇団東俳                                                                     |

## 主題歌
- EDGE「どこかで君の声が聴こえてくる」（作詞：小田佳奈子、作曲：多々納好夫、編曲：葉山たけし、発売元：日本コロムビア）

## スタッフ
- 原作：笹沢左保『お助け同心巡回簿』（扶桑社刊）
- 制作：元村武(Ｇカンパニー)、江津兵太(テレビ東京)
- プロデュース：鈴木一巳、藤原幣吉、元信克則
- 脚本：放映リスト参照。
- 監督：放映リスト参照。
- 音楽：阿曽貴之
- 音楽協力：ビーイング、テレビ東京ミュージック
- 選曲：合田豊
- 殺陣：中瀬博文、高倉英二
- アクション：グループ十二騎
- エキストラ：国際プロ
- 音響効果：宮田音響
- 整音：星一郎(アオイスタジオ)
- 装置：ケイエッチケイアート
- かつら協力：アートネイチャー
- スタジオ：東宝ビルト、生田スタジオ
- 企画協力：榎本喜久枝
- 現像：東映化学
- 製作：テレビ東京、Gカンパニー

## 前後番組
| テレビ東京 金曜21時台（1993年4月 - 6月） | テレビ東京 金曜21時台（1993年4月 - 6月）       | テレビ東京 金曜21時台（1993年4月 - 6月）                        |
| 前番組                                   | 番組名                                         | 次番組                                                          |
| ---------------------------------------- | ---------------------------------------------- | --------------------------------------------------------------- |
| 付き馬屋おえん事件帳（第2シリーズ）      | お助け同心が行く!                              | 月影兵庫あばれ旅（再放送）                                      |
| テレビ東京 金曜21時台（1995年1月 - 3月） |                                                |                                                                 |
| 喧嘩屋右近（第2シリーズ）                | お助け同心が行く! （再放送） ※ここまで時代劇枠 | タモリの音楽は世界だ! （第2シリーズ） ※ここからバラエティ番組枠 |